# تشارلز ونايت
تشارلز ونايت (بالإنجليزية: Charles Knight)‏ هو عالم نبات نيوزيلندي، ولد في 14 يوليو 1808، وتوفي في 3 سبتمبر 1891 في ويلينغتون في نيوزيلندا.